# Goethestraße 11 (Coburg)

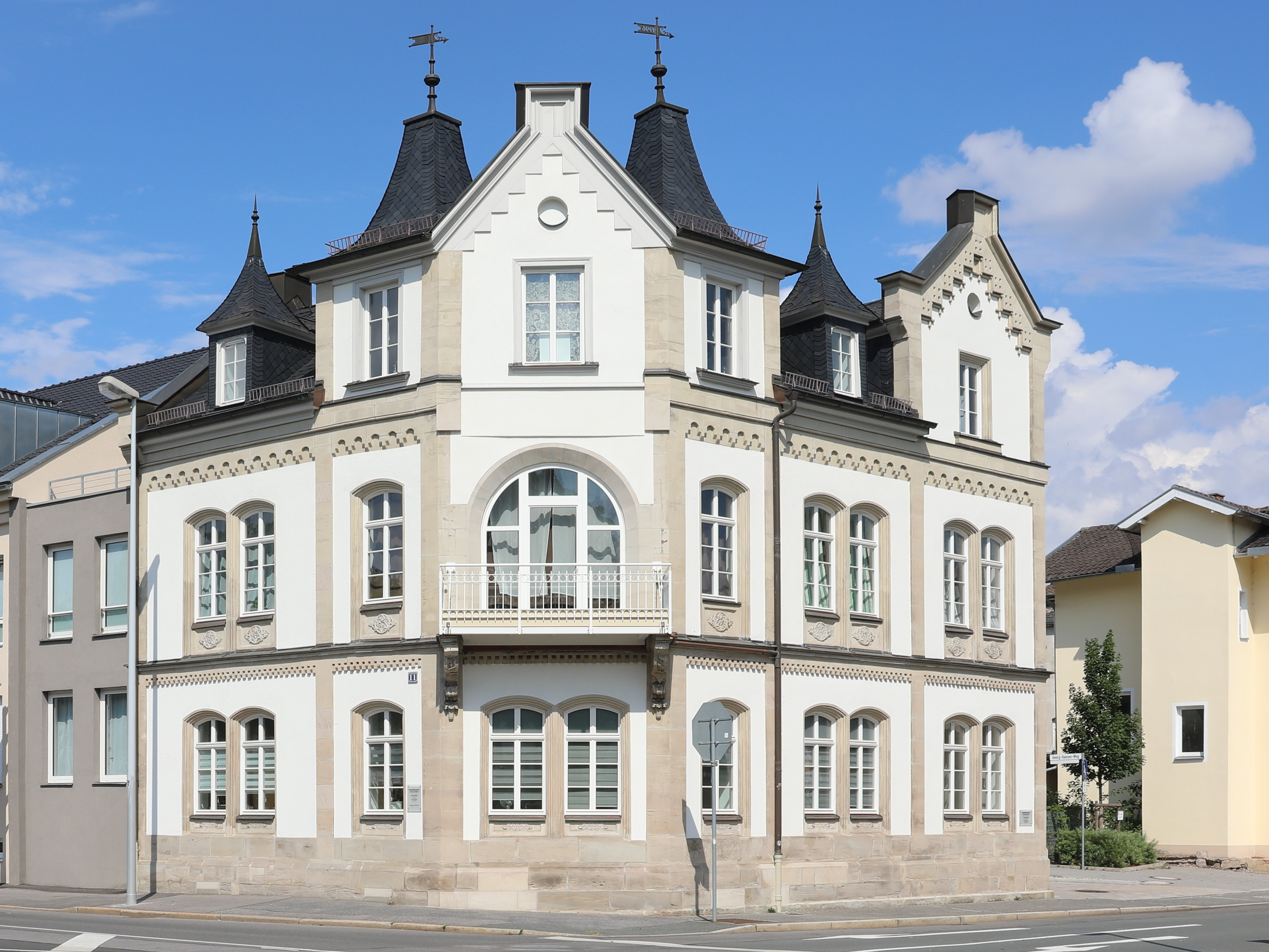
Wohn- und Bürohaus Goethestraße 11 in Coburg, Straßenfront

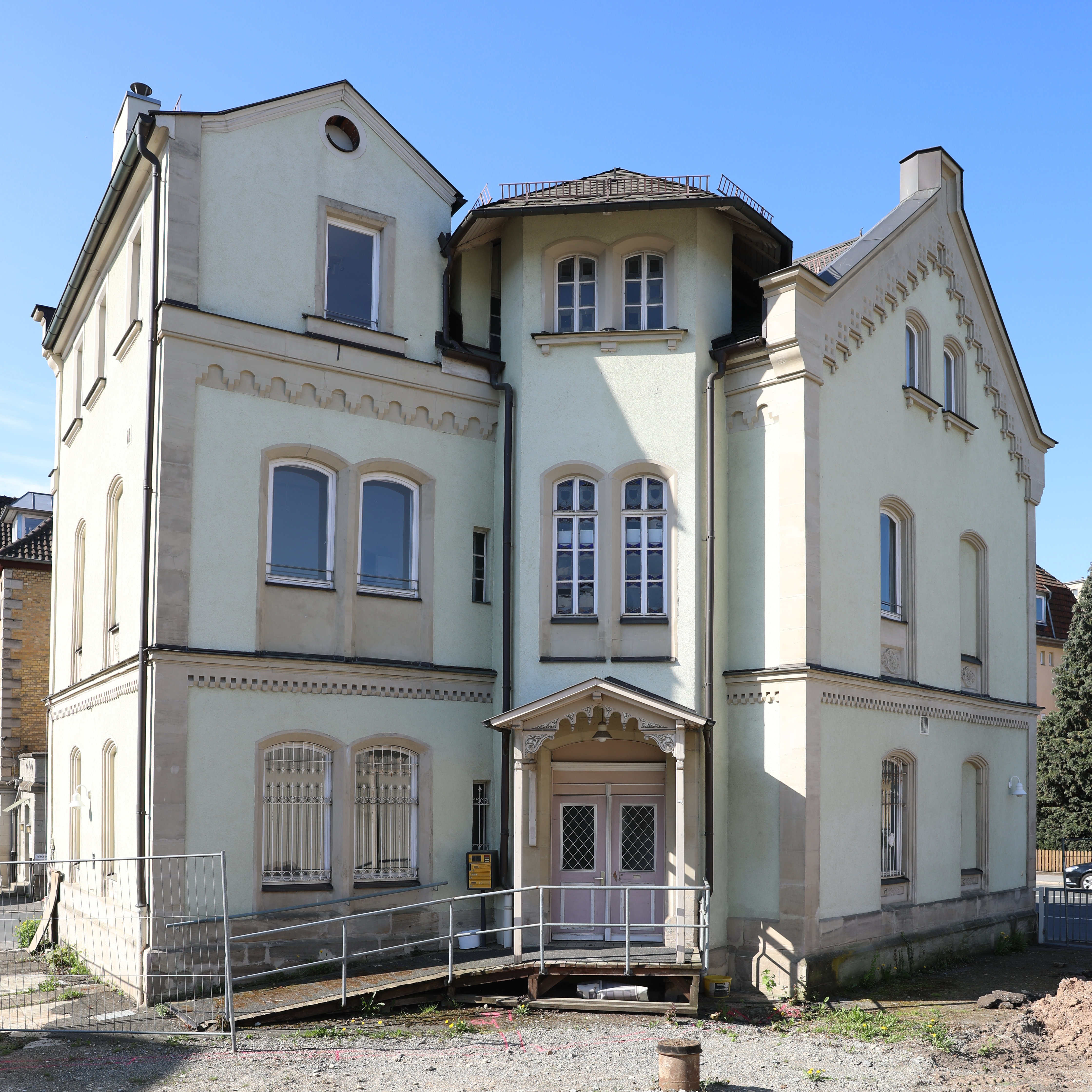
Rückfront

Das Wohn- und Bürohaus Goethestraße 11 steht in der oberfränkischen Stadt Coburg. Der denkmalgeschützte, zweigeschossige Satteldacheckbau wurde 1861 im neugotischen Stil errichtet und 1896 aufgestockt.

## Geschichte
Im Jahr 1684 befanden sich auf dem Grundstück in der Flucht des Ketschentores ein Garten und ein Stadel. 1820 war ein zum Wohnen geeignetes Gartenhaus vorhanden. Der Maurermeister Paul Gerlicher erwarb 1860 das inzwischen mit einem Wohnhaus bebaute Anwesen und ersetzte dieses 1861 durch einen Neubau. Der Kaufmann Heinrich Simon erwarb 1891 das Wohnhaus und ließ 1896 das Gebäude durch den Maurermeister Georg Meyer erweitern. Dazu wurde das Dach ausgebaut und mit zwei Flankentürmen neben dem Zwerchhaus an der Hausecke und zwei Dachgauben versehen. Außerdem erfolgte eine Aufstockung des östlichen Gebäudeendes. Im Jahr 1932 folgte für den Textilkaufmann Gottlieb Schumann der nachträgliche Einbau von zwei Kellerräumen mit drei Fenstern und einer Zugangstreppe. Im Zweiten Weltkrieg kam es zu Kriegsschäden. Das Diakonische Hilfswerk betrieb in dem Haus und in den angrenzenden erdgeschossigen Bauten nach 1945 Behindertenwerkstätten. Im Jahr 1968 ließ der Eigentümer eine Fenstererneuerung durchführen, Fassadensanierungen folgten 1986 und 1996. Eine umfangreiche Instandsetzung des Anwesens mit dem Ersatz eines Kastenerkers an der Hausecke durch einen Balkon war Ende der 2010er Jahre.

## Architektur
Die Fassade des neugotisch gestalteten Eckhauses prägt die abgeschrägte Ecke an der Einmündung der Casimirstraße in die Goethestraße mit einem Zwerchhaus und einem Balkon auf reich verzierten Konsolen. Die Putzverzierungen des Treppengiebels des Zwerchhauses fehlen seit dem Zweiten Weltkrieg. Einfache und doppelte Fenster, jeweils gerahmt, sind vorhanden, in der Casimirstraße fünf Fenster und in der Goethestraße drei. Sandsteinrahmungen, Pilaster und Schachbrettfriese im Erdgeschoss sowie Rundbogenfriese im Obergeschoss, gliedern die verputzte Fassade. Die Brüstungen des Obergeschosses sind reliefiert. Das schiefergedeckte Dach des zweigeschossigen Satteldachbaus ist mit geschwungenen Zeltdächern, auf den Gauben mit Spitzhelm und auf den Flankentürmen mit Wetterfahnen, versehen. Die Flankentürme und Dachgauben neben dem Zwerchhaus rahmen die Frontseite ein. Die zweiachsige Giebelseite auf der Nordseite schließt ein getrepptes Giebelfeld ab.